# بخش لودی (شهرستان آتن، اوهایو)
بخش لودی (به انگلیسی: Lodi Township) یک منطقهٔ مسکونی در ایالات متحده آمریکا است که در شهرستان آتن، اوهایو واقع شده‌است.
 بخش لودی ۱۰۱٫۰ کیلومتر مربع مساحت و ۱٬۴۲۵ نفر جمعیت دارد و ۲۱۱ متر بالاتر از سطح دریا واقع شده‌است.